# クローントム郡
座標: 北緯7度57分12秒 東経99度8分42秒 / 北緯7.95333度 東経99.14500度
クローントム郡（クローントムぐん）はタイ南部クラビー県の郡の一つ。

## 歴史
現在クローントムのある場所もともとはムアン・ナコーンシータンマラート領境界の森であったが、ナコーンシータンマラートから分離してクラビー県の1郡になった。1897年クローンポン郡が設置され、1917年にクローンポン郡からクローントム郡に改称した。

## 地理
クローントム郡は西から時計回りにランター島郡、ヌアクローン郡、カオパノム郡、ラムタップ郡、トラン県ワンウィセート郡、シカオ郡に接する。南西は、アンダマン海に面する。

## 行政区分
クローントム郡は7つのタムボンに分かれ、さらにその下位に67の村（ムーバーン）がある。郡内には2つのテーサバーン（自治体）がある。テーサバーンタムボン・クローントムタイはタムボン・クローントムタイの一部を管理している。テーサバーンタムボン・クローンポンはタムボン・クローンポンの一部を管理している。それ以外のそれぞれのタムボンはタムボン行政体により行政が行われている。
| No.   | 名                           | タイ語      | 村数 | 人口   |  |
| 2551. | タムボン・クローントムタイ   | คลองท่อมใต้   | 09   | 11,686 |  |
| 2.    | タムボン・クローントムヌア   | คลองท่อมเหนือ | 08   | 05,877 |  |
| 3.    | タムボン・クローンポン       | คลองพน      | 14   | 18,384 |  |
| 4.    | タムボン・サーイカーオ       | ทรายขาว     | 07   | 10,092 |  |
| 5.    | タムボン・フアイナームカーオ | ห้วยน้ำขาว    | 10   | 08,636 |  |
| 6.    | タムボン・プルディンナー     | พรุดินนา      | 10   | 09,833 |  |
| 7.    | タムボン・ペーラー           | เพหลา       | 09   | 05,829 |  |